# Jorge Selarón

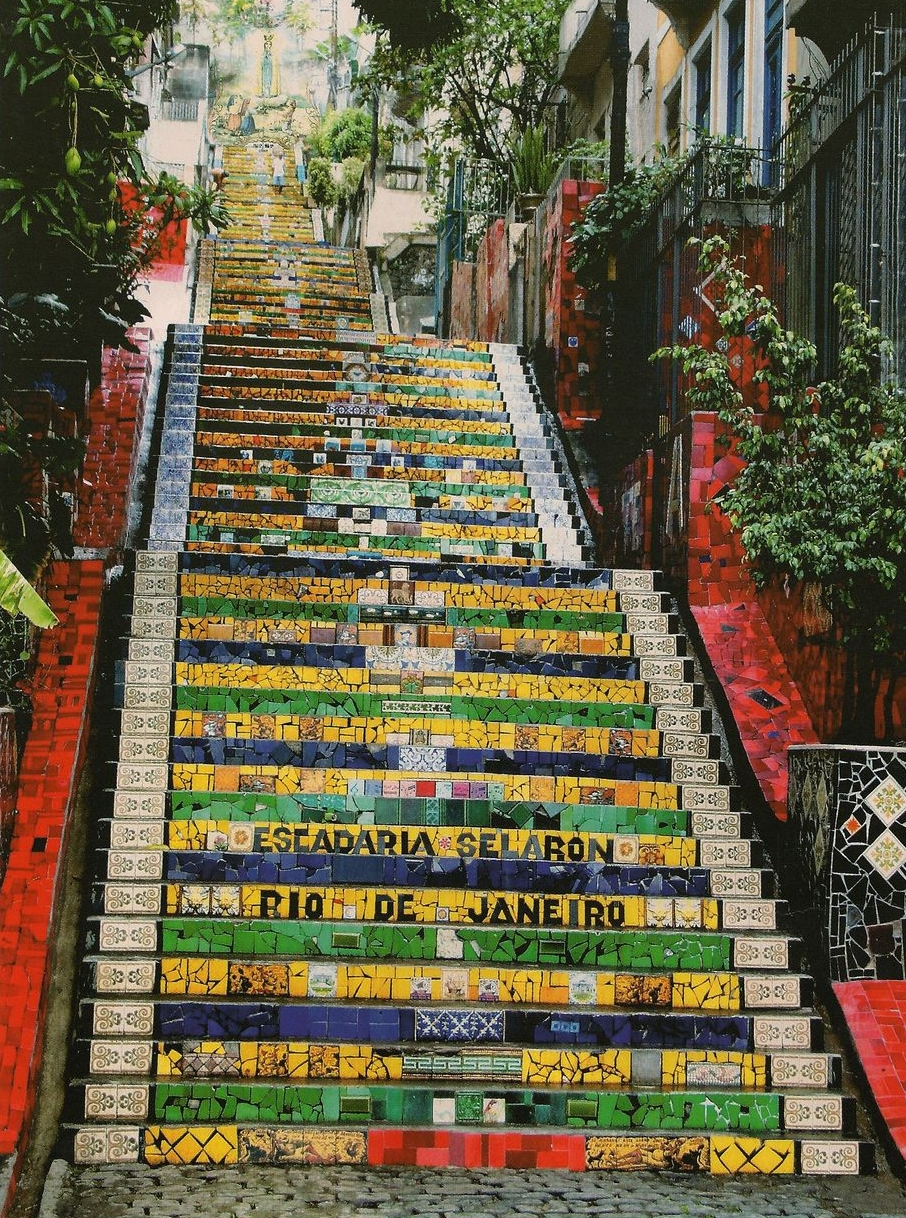
Escadaria do Convento de Santa Teresa, no Rio de Janeiro

Jorge Selarón (Limache, Chile, 1947 — Rio de Janeiro, 10 de janeiro de 2013) foi um pintor e ceramista autodidata chileno radicado na cidade do Rio de Janeiro, no Brasil. Sua maior e mais conhecida obra está na Rua Manoel Carneiro, no bairro de Santa Teresa: é a "Escadaria do Convento de Santa Teresa", também conhecida como "Escadaria Selarón", que liga a Rua Joaquim Silva, no bairro da Lapa, à Ladeira de Santa Teresa, no bairro de Santa Teresa.

## Biografia
Selarón nasceu em uma pequena cidade localizada a uma hora de viagem de Viña del Mar e Valparaíso, numa família de classe média. Aos dez anos, conheceu Buenos Aires e decidiu que queria conhecer o mundo. Aos dezessete anos, viajou à Europa de carona num navio. Passou a sobreviver dando aulas de tênis. Viajou por toda a Europa, até a Índia. Passou por 57 países até decidir que viveria no Rio de Janeiro (sua outra opção era Nova Iorque, pois eram as duas únicas cidades famosas do mundo onde havia "mulheres crioulas grávidas"). Passou a vender quadros em restaurantes da cidade, o que já havia feito antes em outras cidades. Após fixar residência junto à escadaria, em 1990, Selarón, inicialmente, instalou uma série de banheiras ajardinadas nas calçadas, que foram, subsequentemente, pintadas e adornadas com azulejos, inspirado no Parque Güell de Barcelona.
A partir de 1994, sobre a pintura verde-amarela com que os moradores decoraram a escadaria para a copa do mundo de futebol de 1994, Selarón passou a azulejar os degraus. Trabalhando solitário e contando apenas com o rendimento obtido com a renda de seus quadros e eventuais doações de moradores, com dificuldade atingiu sua meta de ter os 215 degraus e 125 metros da escadaria concluídos antes do ano 2000. 

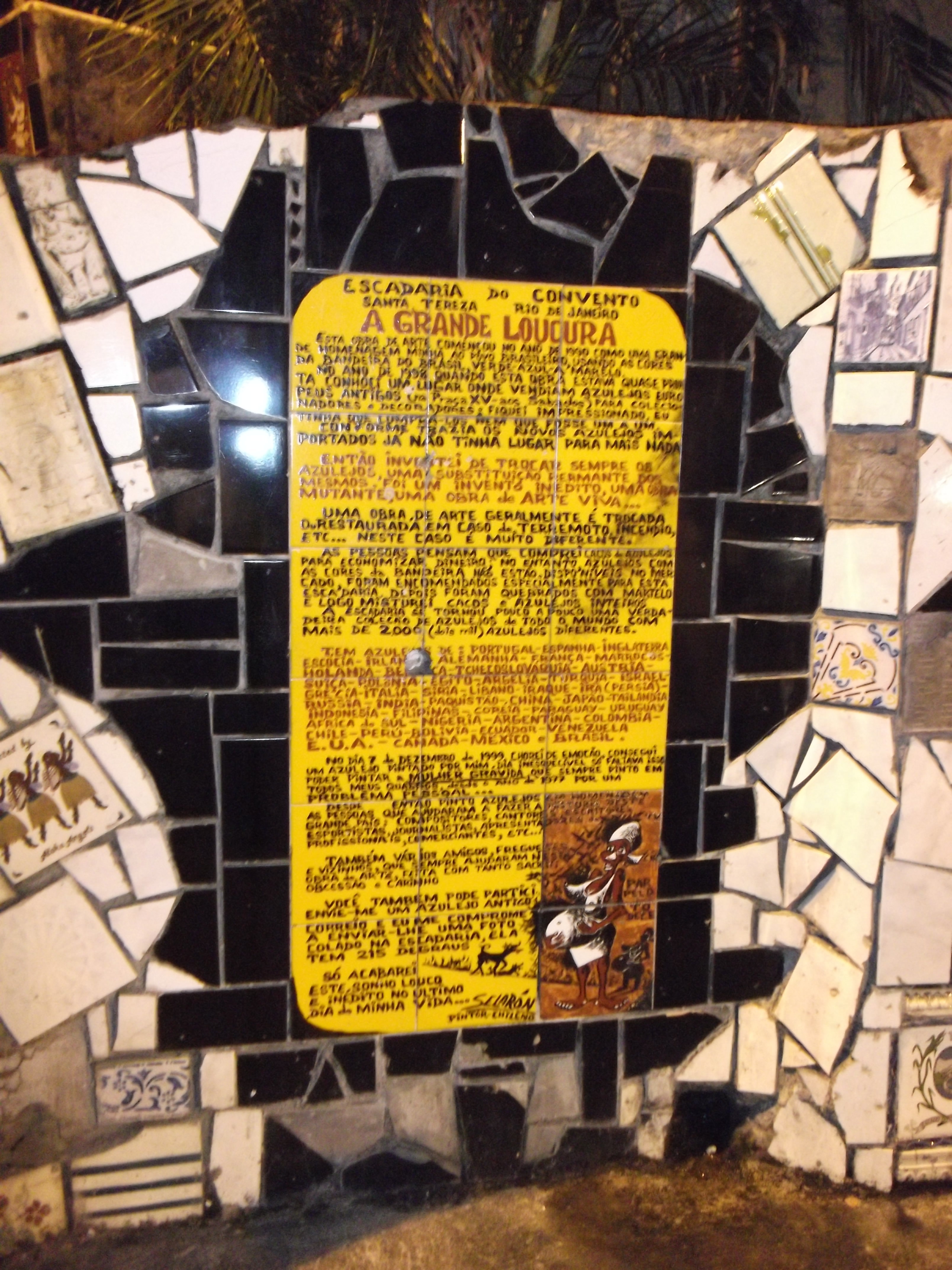
Detalhe da Escadaria do Convento de Santa Teresa. Abaixo, à direita, pode ser visto o tema recorrente na obra do artista: a mulher negra grávida.

Após esta data, com renda gradativamente aumentada devido à crescente inclusão da escadaria nos roteiros turísticos, pôde dedicar-se à ornamentação das calçadas laterais e realizar inúmeras modificações, em coerência com sua concepção da escadaria como obra de arte mutante. Uma das inovações a partir de 2000 foi a introdução de azulejos vermelhos na escadaria: segundo o próprio Selarón, o vermelho era "Ferrari, a cor mais bonita do mundo". Para isto, contou também com azulejos remetidos por fãs do mundo inteiro, chegando ter a mais de 2 000 azulejos diferentes, provenientes de mais de sessenta países.
Teve, igualmente, condições de realizar grandes acréscimos, como a pirâmide de banheiras, do lado direito da entrada da escadaria, em 2005 e 2006, e a calçada ao início da Ladeira de Santa Teresa, ao pé dos Arcos da Lapa, em 2007. Esta última obra foi interrompida após protestos de que estaria interferindo com o monumento histórico, e acabou sendo demolida pela prefeitura em 2012. 
No ano de 2003, os diretores José Roberto Mesquita e Renata Brito realizaram o primeiro filme sobre o artista. Um média-metragem intitulado "Selarón - A Grande Loucura", onde o artista relata momentos de sua vida. O filme teve grande repercussão e proporcionou a ida de Selarón ao talk-show "Programa do Jô".
Em maio de 2005, a escadaria foi tombada pela prefeitura da cidade e Selarón recebeu o título de cidadão honorário do Rio de Janeiro. Em 2010, Selarón concluiu a imponente bandeira na parte alta da escadaria, na esquina da Rua Pinto Martins. As muretas frontais das residências da escadaria foram executadas em épocas diferentes, de acordo com a solicitação ou permissão de seus proprietários. Segundo o artista, ele só conseguiu se manter financeiramente e prosseguir com sua grande obra pintando e vendendo mais de 25 000 quadros, quase sempre com um tema motivado por um problema pessoal: o tema da mulher negra grávida. A famosa escadaria já correu o mundo: ora como tema principal para reportagens de revistas e programas de televisão do mundo todo, ora servindo de palco para videoclipes (U2, "Walk On"; Snoop Dogg, "Beautiful"), campanhas publicitárias, filmes (Hulk), série de televisão (CSI Miami) e até para fotos de uma edição da revista Playboy estadunidense.

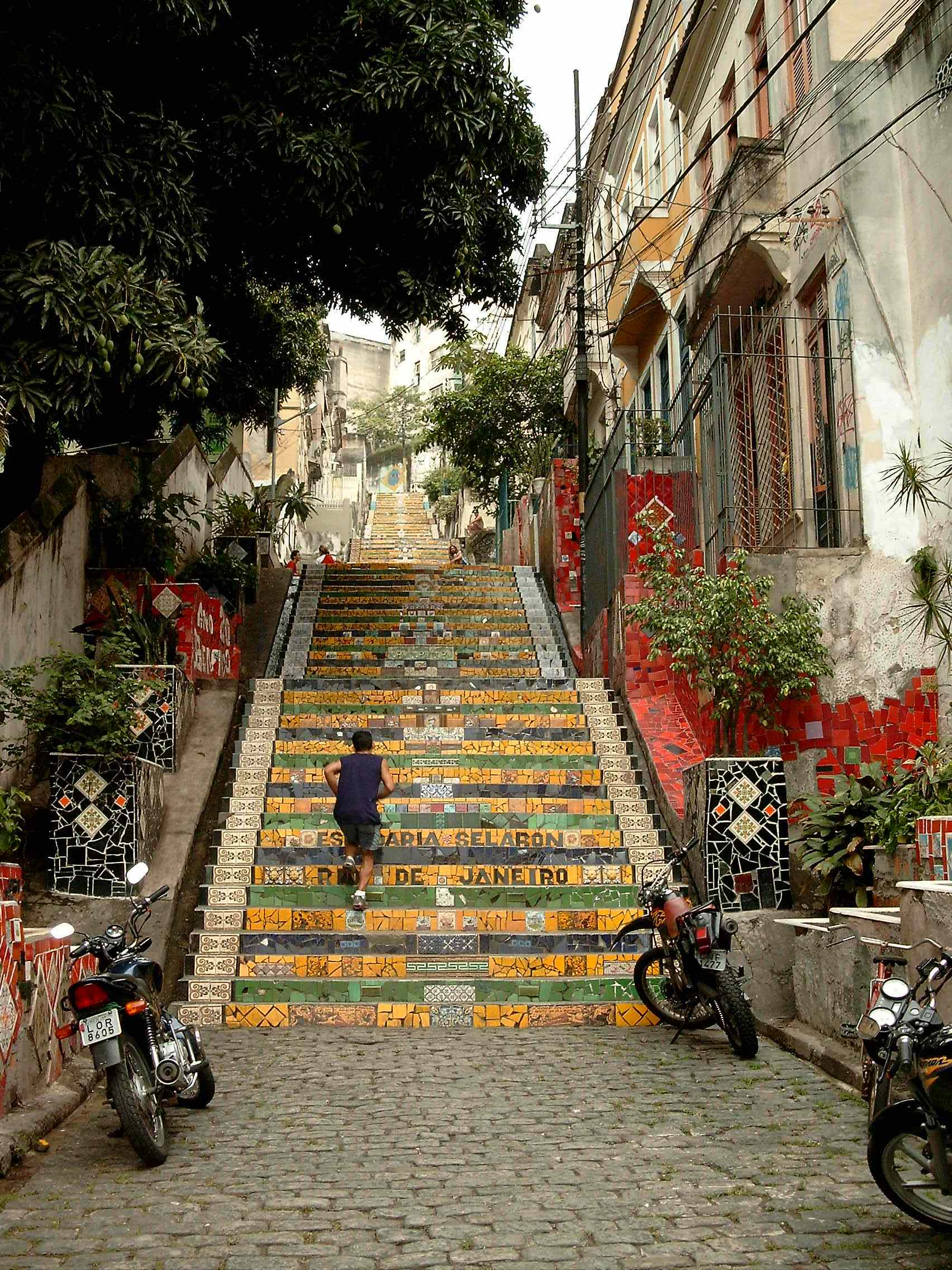

### Morte
O pintor foi encontrado morto na Escadaria do Convento de Santa Teresa na manhã do dia 10 de janeiro de 2013. O corpo queimado do artista estava junto a uma lata de thinner. Um pouco antes, haviam sido ouvidos gritos de socorro e cachorros latindo. Em novembro do ano anterior, Selarón havia denunciado à polícia que vinha sendo ameaçado de morte por um ex-colaborador de seu ateliê, Paulo Sérgio Rabello, que queria obrigá-lo a ceder os rendimentos obtidos com a venda de quadros. Por conta disso, nos últimos meses, ele andava muito triste e vivia trancado em casa.
Em depoimento gravado para um documentário feito em 2010 pelo cineasta Stephano Loyo, o artista havia declarado que a escadaria só ficaria pronta no dia de sua morte, quando ele se tornaria a própria escadaria e, desse modo, se eternizaria.

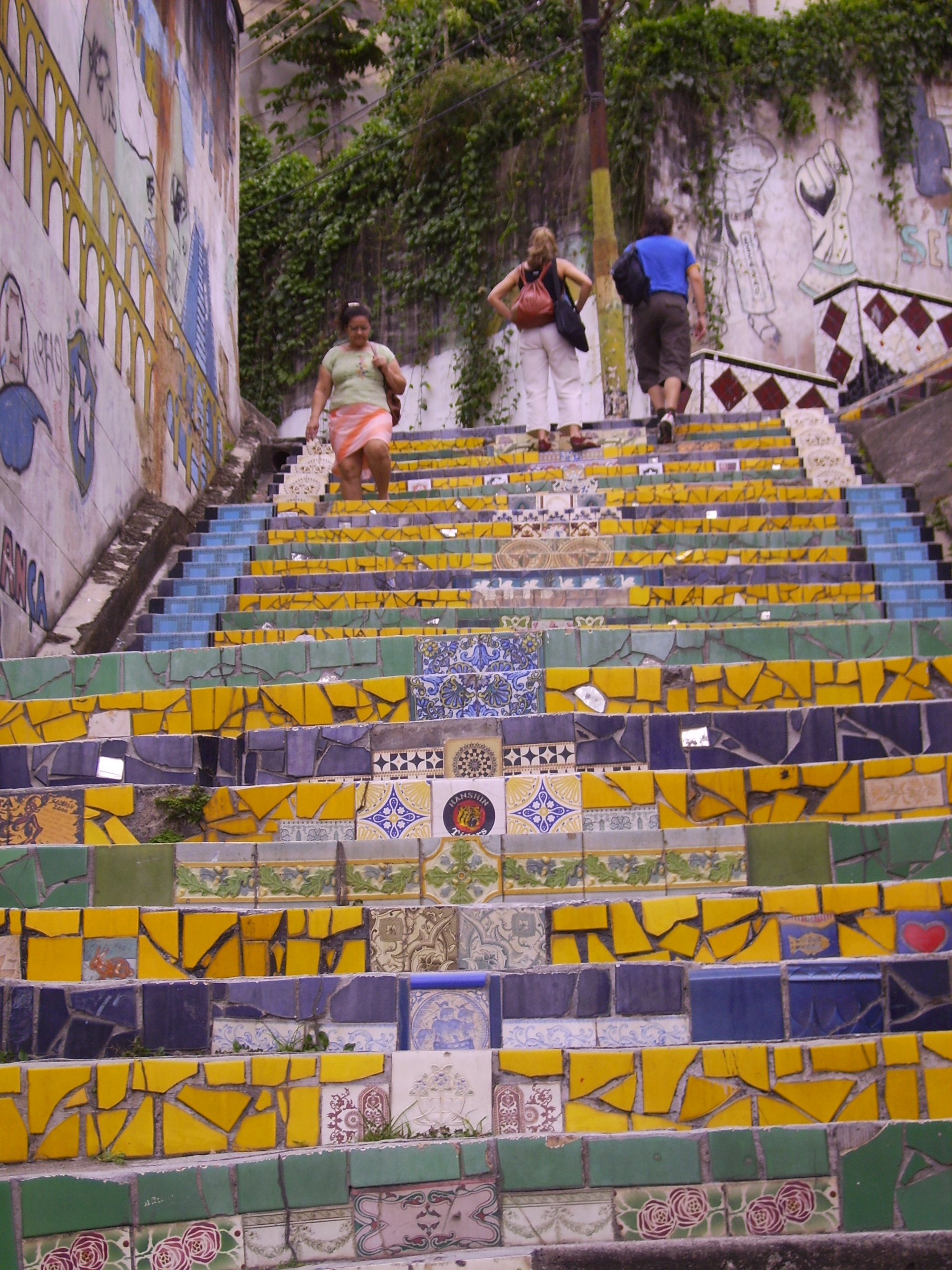